# Palame vitticolle
Palame vitticolle är en skalbaggsart som först beskrevs av Bates 1864.  Palame vitticolle ingår i släktet Palame och familjen långhorningar. Inga underarter finns listade i Catalogue of Life.